# Anyphaenoides clavipes
Espèce
Synonymes
- Anyphaena clavipes Mello-Leitão, 1922

Anyphaenoides clavipes est une espèce d'araignées aranéomorphes de la famille des Anyphaenidae.

## Distribution
Cette espèce se rencontre au Brésil et en Argentine.

## Publication originale
- Mello-Leitão, 1922 : Novas clubionidas do Brasil. Archivos da Escola Superior de Agricultura e Medicina Veterinária, Niterói, vol. 6, p. 17-56.